# Бабушкіно (Калінінградська область)
Бабушкіно (рос. Бабушкино, нім. Groß Degesen) — селище Нестеровського району, Калінінградської області Росії. Входить до складу Пригороднього сільського поселення.
Населення —  588 осіб (2015 рік). 

## Населення
| 2002 | 2010 |
| ---- | ---- |
| 614  | ↘588 |